# Abú Bakr II. (mansá)
Abú Bakr II., někdy psaný Abubakri, známý také jako Mansá Ku, byl pravděpodobně na začátku 14. století 9. mansou (panovníkem) Malijské říše. Byl následníkem svého synovce mansy Mohammeda ibn Gao a po něm vládl slavný Mansá Músa. Abu Bakr II. se vzdal trůnu, aby prozkoumal „hranice oceánu“.

## Původ
Abú Bakr byl jedním ze dvou synů sestry zakladatele císaře Sundiaty Keity.  Byl posledním z dynastie císařů Keita pocházejících z Kolonkanu. Po jeho abdikaci v roce 1311 ovládla říši dynastie Faga Laye.

## Panování
Prakticky vše, co je o Abú Bakrovi II. známo, pochází z letopisů Chihaba al-Umarího. Al-Umarí navštívil Káhiru poté, co se tam Mansá Músa zastavil během své historické pouti do Mekky (hadždž), a zaznamenal rozhovor mezi Músou a jeho hostitelem Abu'l Hasanem Alim ibn Amirem Habibem. Podle Músy byl Abú Bakr přesvědčený, že dokáže najít okraj Atlantského oceánu, a uspořádal dvě expedice s tímto cílem.
Poté, co se Abú Bakr II. z druhé z těchto výprav nevrátil, nastoupil na trůn Mansá Músa.

### Atlantické expedice
Arabsko-egyptský učenec Al.Umarí cituje Mansu Músu:
Vládce, který vládl přede mnou, nevěřil, že je nemožné dosáhnout kraje oceánu, který obklopuje zemi, chtěl ho dosáhnout a byl svým plánem posedlý. Vyslal na dvě sta lodí plných mužů a spoustu dalších plných zlata, vody a potravin, aby bylo možné vydržet na moři několik let. Rozkázal kapitánovi, aby se nevracel, dokud nenarazí na kraj oceánu nebo dokud nevyčerpá zásoby jídla a vody. Vydali se na cestu. Jejich nepřítomnost trvala dlouhou dobu a nakonec se vrátila pouze jediná loď. Na naše dotazy její kapitán odpověděl "Princi, pluli jsme dlouho, když tu jsme náhle spatřili uprostřed oceánu proud, jako kdyby tudy proudila divoká řeka. Moje loď byla poslední, ostatní pluly před námi. Jakmile se ocitly v proudu, zmizely, jako by je pohltil vír, a už se nikdy nevynořily. Já jsem obrátil kurz, abych se proudu vyhnul." Sultán mu ale nevěřil. Rozkázal vypravit nových dva tisíce lodí pro sebe a své muže a další tisíc lodí s vodou a potravinami. Pak mi předal místodržitelství na dobu své nepřítomnosti, vyrazil se svými muži na moře a už se nikdy nevrátil ani nedal znamení, že žije.

### Transatlantické výpravy
Britský profesor Ivan van Sertima a malajský výzkumník Gaoussou Diawara se domnívají, že Abú Bakr II. doplul do Nového světa. Van Sertima cituje abstrakt Kolumbova deníku, který sepsal Bartolomé de las Casas a podle něhož bylo cílem třetí Kolumbovy plavby ověřit jak tvrzení portugalského krále Jana II., že „byly objeveny kánoe vycházející z pobřeží Guineje [Západní Afrika] a plul na západ se zbožím", tak tvrzení domorodých obyvatel karibského ostrova Hispaniola, že "z jihu a jihovýchodu připluli černoši, jejichž oštěpy byly vyrobeny z kovu zvaného guanín, u nějž se počítalo, že z 32 jeho částí 18 bylo zlato, 6 bylo stříbro a 8 měď."
Většina archeologů, antropologů, etnohistoriků, lingvistů a dalších moderních odborníků na předkolumbovskou éru však tvrdí, že neexistují žádné důkazy o tom, že by se nějaká taková výprava dostala až do Ameriky, a že neexistují dostatečné důkazy k domněnce, že mezi Afrikou a Novým Svět došlo kdykoli v předkolumbovské éře ke kontaktům např. nikdy nebyl nalezen žádný skutečný africký artefakt při archeologickém výzkumu v Novém světě.